# هنري دروري هاتفيلد
وهو سياسي أمريكي ينتمي إلى (الحزب الجمهوري) ولد هنري دروري هاتفيلد في 15 سبتمبر من سنة 1875 في مقاطعة لوغان في ولاية فرجينيا الغربية هاتفيلد حصل على شهادته الجامعية الأولى من كلية فرانكلين في نيو أثينا في ولاية أوهايو الأمريكية أصبح هنري دروري هاتفيلد حاكما على ولاية فرجينيا الغربية في سنة 1913 وقد اتسمت فترة ولايته بتاييده القوي للنقابات العمالية وحقوق العمال وقد استمر هنري دروري هاتفيلد في منصبه كحاكم على ولاية فرجينيا الغربية إلى سنة 1917 كان هاتفيلد عضوا في مجلس الشيوخ الأمريكي ما بين الأعوام 1929 إلى عام 1935 توفي هنري دروري هاتفيلد في 23 أكتوبر من سنة 1962 في ولاية فرجينيا الغربية.